# Tân Hợi
Tân Hợi (chữ Hán: 辛亥) là kết hợp thứ 48 trong hệ thống đánh số Can Chi của người Á Đông. Nó được kết hợp từ thiên can Tân (Kim âm) và địa chi Hợi (lợn). Trong chu kỳ của lịch Trung Quốc, nó xuất hiện trước Nhâm Tý và sau Canh Tuất.

## Các năm Tân Hợi
Giữa năm 1700 và 2200, những năm sau đây là năm Tân Hợi (lưu ý ngày được đưa ra được tính theo lịch Việt Nam, chưa được sử dụng trước năm 1967):
- 1731
- 1791
- 1851
- 1911 (30 tháng 1, 1911 – 18 tháng 2, 1912)
- 1971 (27 tháng 1, 1971 – 15 tháng 2, 1972)
- 2031 (23 tháng 1, 2031 – 11 tháng 2, 2032)
- 2091 (18 tháng 2, 2091 – 7 tháng 2, 2092)
- 2151

## Sự kiện năm Tân Hợi
- 1911 - Cách mạng Tân Hợi ở Trung Quốc
- 1911 - Bác Hồ ra đi tìm đường cứu nước
- 1971 - Thượng Sanh Cao Hoài Sang, chức sắc Hội thánh Cao Đài Tòa Thánh Tây Ninh quy thiên, hưởng thọ 71 tuổi.